# Ейми Дюмас
Ейми Кристин Дюма (на английски: Amy Christine Dumas) е бивша професионална кечистка, по-известна със сценичното си име Лита (Lita).
Родена е във Форт Лодърдейл, Флорида, но живее в Атланта, Джорджия.
Нейният дебют в WWE (тогава WWF) е на 13 февруари 2000 г. Дебютира заедно с Еса Риос в епизод на Sunday Night Heat.